# 러브 체인지
《러브 체인지》(영어: Lovey Dovey)은 2007년에 개봉한 러시아의 영화이다.

## 한국판 성우진(KBS)
- 이재용 - 안드레이(유리 쿠첸코)
- 김옥경 - 마리나(크리스티나 오르바케이트)
- 온영삼 - 카라고드스키(안드레이 크라스코)
- 김규식 - 올레그(안드레이 우르간트)
- 안경진 - 카라고드스키 부인(예카테리나 스트리체노바)
- 김병관 - 코간 박사(미하일 코자코프)
- 문선희 - 레나(올가 올로바)
- 양석정 - 카를로(예브게니 스티치킨)
- 윤동기 - 아리스타르코프 변호사(알렉산더 스트리체노프)
- 서문석 - 보바
- 전인배 - 이라
- 오수경 - 스베타
- 임진응 - 경매사
- 홍선영 - 비서